# Commanderie de Boncourt
 (mai 2012).
La  Commanderie de Boncourt est un monastère des Hospitaliers de l'ordre de Saint-Jean de Jérusalem à Boncourt

## Origine de la commanderie de Boncourt

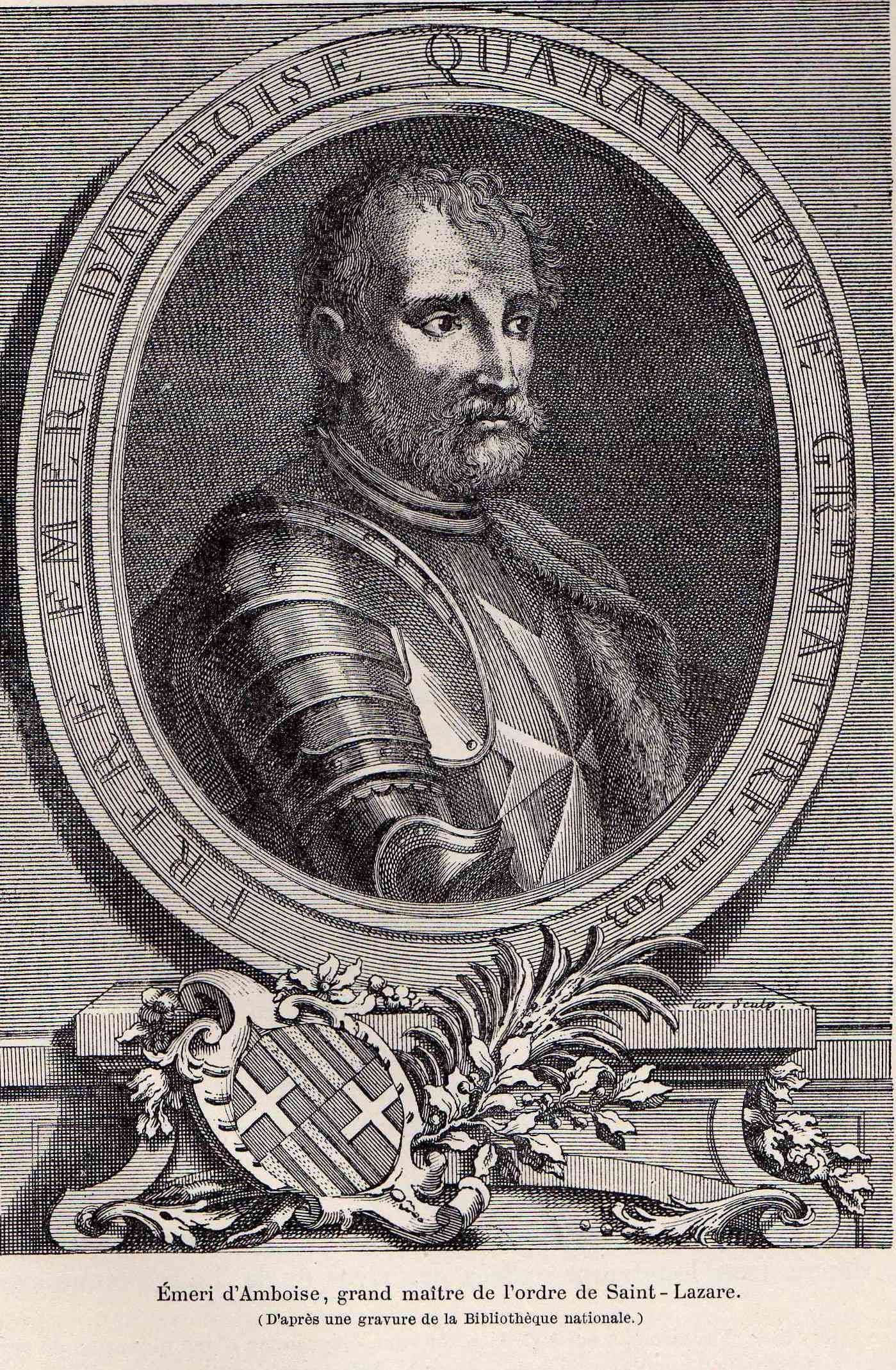
Emery d'Amboise, commandeur de Boncourt et 40e grand maître de d'ordre Saint-Jean de Jérusalem.

Les Hospitaliers de l'ordre de Saint-Jean de Jérusalem, paraissent avoir été attirés en Laonnois, comme les Templiers, par l'évêque Barthélemi de Joux. Ils étaient fixés à Boncourt dès 1133. Leurs domaines ne tardèrent pas à se multiplier. La commanderie de Boncourt, agrandie par l'adjonction au XVe siècle de l'ancien Temple de Thony et plus tard de l'ancienne commanderie de Seraincourt, en Porcien, devint un des plus riches établissements du grand prieuré de France. Emery d'Amboise, frère du cardinal-premier ministre de Louis XII, fut commandeur de cette commanderie avant de devenir, en 1503, le 41e grand maître de cet ordre hospitalier et militaire. Le commandeur de Boncourt possédait des droits de justice à Boncourt même, à Thony et à Cerny-en-Laonnois, des censives à Bruyères et à Berrieux. Le dernier commandeur de Boncourt, Nicolas-Pierre des Nos, lieutenant général des armées navales, bailli de Morée, donna à ferme, le 25 décembre 1789 (Le Cointre, not. Au Châtelet de Paris), tous les revenus de son bénéfice à Marc-Alexis-Antoine Gandon de Vernon, directeur général des fermes du Roi, et à Jacques-Clément Blondel, entrepreneur général de la vente du sel, moyennant 48 000 livres, et c'est à ce titre que Blondel afferma de 1790 à 1792 (le dernier acte est du 17 septembre) divers biens à Boncourt comme procureur du commandeur.

## Terre et seigneurie de Boncourt
Une charte de Milon, seigneur de Sissonne, en 1210, rappelle que son aïeul, Pierre de Sissonne et sa femme avaient fait à la sainte maison de l'Hôpital de Boncourt plusieurs donations rapportées dans un acte de l'évêque Barthélemi, daté de 1133, aujourd'hui perdu ; ce seigneur reconnut aux frères le droit de pâturage pour leurs bestiaux dans ses bois et leur céda 10 muids de bois. Il est peut-être téméraire de conclure comme l'a fait Eugène Mannier, des termes de ce document que Boncourt dépendait à l'origine de la seigneurie de Sissonne et que les Hospitaliers étaient venus s'y fixer à la suite des libéralités du seigneur Pierre. Quoi qu'il en soit, les religieux de Saint-Michel en Thiérache leur abandonnèrent en 1157 l'église du lieu avec toutes les terres revenus en dépendant.

## Le château de Boncourt
Dans l'enceinte de ce château il y a une église paroissiale sous l'invocation de saint Jean Baptiste très bien ornée, dont le seigneur Commandeur est patron et collateur de plein droit et laquelle est exempte de tous les droits de visites et autres droits spirituels et temporels de l’évêché de Laon, suivant les privilèges de l'ordre et l'arrêt de la cour de parlement du 20 août 1531 rendu contradictoirement contre M. le cardinal de Bourbon, Évêque de Laon. (l'église de Boncourt, située dans l’enclos du château n'avait pas de fabrique, ni de revenus - la commanderie assurait toutes les dépenses du culte). Dans la même enceinte des murs et proche de l’église est construit le château composé des différents bâtiments, cours, colombiers, jardins et autres embellissements, et à l'entrée de ce château sont deux belles et grandes fermes, composées des corps de logis, granges et autres bâtiments servants aux fermiers de la commanderie avec un bâtiment dans l'avant cour pour le logement du concierge.

## Justice
Le seigneur Commandeur a toute haute, moyenne et basse justice dans l'étendue de la commanderie et seigneurie de Boncourt, membres, territoires, fermes, dépendances et leurs annexes; fourches patibulaires à trois piliers sur le grand chemin qui conduit à Sissonne près du Bois de l’Étape, poteau avec carcan sur la place de Boncourt et voyerie sur toutes les rues et chemins de ce lieu et des annexes ; pour laquelle exercer il y a baille, lieutenant, procureur fiscal, greffier, sergent et deux gardes pour la conservation des territoires et des bois pour maintenir la police. Le dit seigneur Commandeur a le droit d'épaves, de biens vacants, de pêche, de chasse, de retrait féodale, le droit de bourgeoisie de huit sols par chacun chefs de famille ou ménage plein et de quatre sols par chaque veuve ou une poule vive en plume pour l'un et une demi-poule pour l'autre ; cens et rentes seigneuriales par chacun des arpents de terre et de cents verges, à vingt deux pieds pour verges, douze pouces pour pieds, en un quartel de grain tel qu'il est cru sur les dites terres et en deux tiers du quartel d'avoine, le tout à la mesure ordinaire dudit Boncourt, payable au jour de la St Martin d'hiver. Le droit de cens et rentes seigneuriales sur les maisons, jardins, et héritages, tel qu'il est dû suivant les anciens terriers, payable à chaque année au jour de Noël au Château.